# 14th Flying Training Wing
Le 14th Flying Training Wing (14th FTW, 14e Escadre d'entraînement aérien), est une unité de l'Air Education and Training Command de l'United States Air Force basée à Columbus Air Force Base dans le Mississippi.